# András Balczó
András Balczó (Kondoros, 16 august 1938 - ) , de trei ori campion olimpic distins cu titlul de Atletul Națiunii , este una dintre cele mai mari figuri din istoria pentatlonului.

## Viața și cariera lui
András Balczó avea un an și jumătate când tatăl unui pastor luteran a fost transferat la Nyíregyháza , așa că și-a petrecut copilăria aici. La fel ca György Mitró , a învățat să înoate în Bujtos. În 1955 , într-o competiție națională , Ferenc Benedek l-a descoperit pe băiatul slab de atunci de 17 ani, apoi, cu acordul părinților săi și absolvirea lui András, l-a dus la Budapesta , unde a devenit sportiv la Csepel SC .
Nu a fost dezamăgit de speranțele sale, în 1957 trio-ul său a fost campion național. În 1958 , a terminat pe locul șase la Cupa Mondială, iar un an mai târziu a câștigat o medalie de argint. Talentul lui a fost cuplat cu o voință incredibilă. În 1960 , a fost membru al echipei de campionat olimpic de la Roma , terminând pe locul patru la individual. În 1961 a câștigat o medalie de bronz, în 1962 a terminat pe locul patru la Cupa Mondială. 1963 , 1965 , 1966 , 1967 și 1969 campioni mondiali individuali. El este membru al echipei câștigătoare la Jocurile Olimpice din Mexic din 1968 , cu o medalie individuală de argint. 1969cu excepția lui Ferenc Török și István Móna , membri ai echipei câștigătoare a Ungariei . În anii 1970 . La Cupa Mondială a câștigat argint la individual și aurul la echipă. Este campion individual la Jocurile Olimpice de la München din 1972 și al doilea la echipă. A câștigat campionatul Ungariei de opt ori individual și de șase ori în echipă. A realizat un film despre cariera sa în 1976 , intitulat Misiunea lui Ferenc Kósa . Misiunea a fost un mare succes în cinematografe; conform unor opinii, conducerea politicii culturale din Steel a scos-o din cinematografe după trei săptămâni din cauza „criticii anti-regim” [2]în realitate, cinematograful Pușkin a fost jucat timp de 5 săptămâni și a fost prezentat în cinematografele post-vânzare la câteva luni după spectacol.
"	După-amiaza am ajuns la mașina lui Böbe și Ella. La clubul de cinema. Ferenc Kósa așteaptă (și un cuplu minunat din Chicago) să filmeze filmul Mission. Iată principalul și, ca să spunem așa, singurul jucător, cinci ori campion mondial Balczó. Au fost multe aplauze ale publicului în cinematografe. Aici, în doar șapte săptămâni, oasele succesului ies mai bine în evidență. Meritul neglijat vorbește comunității („M-am simțit de parcă alergam pentru toți”), în mod autentic. Apoi, la fel de mult, despre morala religiei; despre liniște sufletească, vorbire pură, directă; indiferent la subestimarea meritului.	"
- Gyula Illyés: Note de jurnal 1977–1978 [3]
În 1966 , 1969 și 1970 a fost votat sportivul anului în Ungaria .
Întrucât nu a intrat în MSZMP și chiar a făcut critici serioase la adresa regimului comunist în filmul său portret, obstacolele au fost introduse în cariera sa de lider sportiv; Pentatlonul numărul unu și încă cel mai de succes din lume a așteptat zece ani să i se ceară să ocupe postul de căpitan federal, iar până atunci, pentru a rămâne aproape de pentatlon, a fost călăreț în pentatlon pentru un salariu foarte mic. [4]
Între timp a absolvit Colegiul de Educație Fizică (antrenor de scrimă, pentatlet), așa că a finalizat toate pregătirile posibile necesare conducerii pentatlonului maghiar.
S-a pensionat în 1973 . Neavând dreptul la sprijinul la care avea dreptul, a devenit călăreț la Inspectoratul Național de Creștere a Cailor . Sándor Dávid și-a scris cartea „Balczó”. Membru al Consiliului de Administrație al Fundației Internaționale Transsylvania . Este un intelectual independent din 1983 .
Împreună cu soția sa, Mónika Császár , medaliată cu bronz la Jocurile Olimpice de la Munchen , își cresc cei 12 copii în dragoste și pace în casa lor din Budakeszi , pe care însuși András Balczó a construit-o. A devenit tată pentru prima dată la vârsta de 38 de ani.
De la filmul său Mission, el a întâlnit oameni de peste 2.500 de ori, a ținut prelegeri și relatări despre cariera sa.
"	… Dacă cineva își imaginează că își poate rezolva viața fără Dumnezeu, că va fi fericit să-și atingă scopurile, se înșală foarte mult. Fericirea nu depinde de succes. Frica de a nu câștiga inhibă constant sentimentul de bucurie. Dar când nu mai vrea să câștige cu orice preț, devine liber în acel moment.	"
- [5]
În 2004 a fost ales Sportiv al Națiunii . Deși nu a mers la ceremonia de premiere în semn de protest față de politicile de avort ale „guvernelor care schimbă regimul” [6] , a acceptat premiul - și taxele asociate - și a spus că nu vrea să jignească națiunea.
În 2005 , a publicat la Editura Kairosz o carte intitulată „Frumusețea înglobată în suferință”, în care stă de vorbă cu Mihály L. Kocsis. Din 2009 este patronul principal al seriei de alergări în pădure Debrecen Oxygen Cup. [7]
În 2011 a devenit cetățean de onoare al Budapestei. [8]

## Frații lui
Sora lui Edit era ceramicistă și a murit în 2010 .
Sora lui Ildikó este inginer.
Fratele mai mic al lui Zoltán este inginer electrician și politician. Din 1998 până în 2002 a fost membru al MIÉP , din 2010 până în 2014 a fost deputat în Jobbik și unul dintre vicepreședinții Parlamentului. Membru al Parlamentului European pentru Jobbik din 2009 până în 2010 și din 2014 până în 2019.